# Dipsina multimaculata
Dipsina multimaculata is een slang uit de familie Psammophiidae.

## Naam en indeling
De wetenschappelijke naam van de soort werd voor het eerst voorgesteld door Karl Patterson Schmidt in 1847. Oorspronkelijk werd de wetenschappelijke naam Coronella multimaculata gebruikt en later werd de slang aan het geslacht Rhamphiophis toegekend. Het is de enige soort uit het monotypische geslacht Dipsina. Het geslacht Dipsina werd beschreven in 1862 door Jan, de groep werd lange tijd tot de familie Lamprophiidae gerekend.

## Uiterlijke kenmerken
De slang blijft relatief klein en bereikt een lichaamslengte tot ongeveer 35 centimeter. Het lichaam heeft een cilindrische vorm en de schubben zijn glad. De kop is duidelijk te onderscheiden van het lichaam door de aanwezigheid van een duidelijke insnoering. De ogen zijn groot en hebben een ronde pupil. De giftanden zijn niet beweeglijk, ze zijn onder het oog in de bovenkaak gelegen.
De slang heeft zeventien of negentien rijen schubben in de lengte op het midden van het lichaam en 144 tot 194 schubben aan de buikzijde. Onder de staart zijn 28 tot 45 schubben aanwezig. De lichaamskleur is licht bruingeel aan de bovenzijde met donkere vlekken.

## Levenswijze
De slang is overdag actief en schuilt onder grote stenen of in het zand onder begroeiing zoals struiken. Op het menu staan voornamelijk hagedissen. Bij bedreiging krult de slang zijn lichaam en imiteert het gedrag van de gehoornde pofadder (Bitis caudalis), een zeer giftige slang uit de adderfamilie. Dipsina multimaculata is zelf ook giftig, maar het vergif heeft een milde uitwerking op de mens.
De vrouwtjes zetten eieren af en de legsels bevatten meestal twee tot vier eieren. De juvenielen hebben een totale lichaamslengte van elf tot dertien centimeter.

## Verspreidingsgebied
Dipsina multimaculata komt voor in delen van zuidelijk Afrika en leeft in de landen Botswana, Namibië en Zuid-Afrika.